# Cantorchilus leucotis
Cantorchilus leucotis là một loài chim trong họ Troglodytidae.